# Baldassare Castiglione
Baldassare Castiglione, greve av Novellata, född 6 december 1478 i Casatico i närheten av Mantua, död 2 februari 1529 i Toledo, Spanien, var en italiensk diplomat och framstående renässansförfattare.

## Biografi
Baldassare Castiglione tillhörde en gammal lombardisk släkt och modern var släkt med markis Ludovico II Gonzaga. Vid sexton års ålder blev han inskriven vid universitetet i Milano och bedrev humanistiska studier, men tvingades avsluta dem när fadern dog fem år senare. Baldassare blev därmed släkten Castigliones huvudman, vilket bland annat innebar att han skulle representera dem vid hovet. I den egenskapen deltog han i markis Gonzagas mottagning för Ludvig XII av Frankrike och reste på uppdrag till Rom. År 1504 flyttade han till hertig Guidobaldo da Montefeltros hov i Urbino vars hustru han likaså var släkt med på mödernet. Hovet i Urbino var ett politiskt och kulturellt centrum, där några av världshistoriens största konstnärer och intellektuella befann sig, som Pietro Bembo, Giuliano de' Medici och Bernardo Dovizi. En av hans närmaste vänner blev målaren Rafael, som 1514–1515 utförde ett porträtt i olja av honom, som numera finns att beskåda på Louvren.
Vid hovet i Urbino började Castiglione att författa och själv uppföra skådespel samt dikta olika slags poem. Hans kärleksbrev till blivande hustrun Ippolita Torelli har likaså ett skönlitterärt värde. De gifte sig 1516, men hon avled fyra år därefter.
År 1521 värvades Castiglione till påven och Kyrkostaten som diplomat. Leo X gav honom tonsuren, varmed han påbörjade sin ecklesiastikala karriär. Clemens VIII sände honom som apostolisk nuntie (ambassadör för Heliga stolen) till Spanien 1524, och från Madrid följde han den tysk-romerske kejsaren Karl V till Toledo, Sevilla och Granada. Under Sacco di Roma 1527 kritiserades han av påven för att ha underlåtit att informera om kejsarens intentioner. I ett brev till påven förklarade Castiglione att Kyrkostatens motsägelsefulla politik irriterat kejsaren och gjort hans eget arbete omöjligt. Mot alla odds fick han påvens förlåtelse och hedersbetygelser av kejsaren.
Året före sin död, 1528, lät han utge den bok som han har blivit mest berömd för, Il Cortegiano (Boken om hovmannen, översättning Paul Enoksson, Atlantis, 2003), tryckt i Venedig av Andrea d'Asolo, Aldus Manutius svärfar. Boken, som bygger på hans egna erfarenheter vid hovet i Urbino, är en handbok i dialogform över det ideala hovet och den perfekta hovmannen, och redogör i detalj för filosofiska och kulturella diskussioner som företagits i Urbino. Den brukar sägas vara hovmannens motsvarighet till Machiavellis Fursten. Dess definition av hovmannen kom att bli stilbildande för renässansen; under medeltiden var idealet en modig riddare som utmärkte sig på slagfältet med sin skicklighet i stridskonsten, men renässansen ställde också krav på att adeln skulle vara bevandrad i klassisk litteratur och uppföra sig belevat. Snart hade boken översatts till spanska, tyska, franska och engelska, och den såldes i 108 upplagor mellan 1528 och 1616. La Cortigiana (Kurtisanen, 1534) är en samtida komedi av Pietro Aretino, vilken sägs parodiera Castigliones handbok för hovmän.
Il Cortegiano förvärvades av Erik XIV 1561. Även Per Brahe den äldre visade i Oeconomia eller Hushållsbok för adelsfolk (1580) att han varit påverkad av Castiglione. År 1568 hamnade Eriks bok i Johan III:s ägo när han övertog broderns bibliotek.
Castiglione har därutöver skrivit sonetter samt fyra Amorose canzoni i sin platoniska kärlek till en annan dam än hustrun. Hans elegier på latin över den döde Rafael och sin hustru är också berömda.